# Staurastrum dickiei
Staurastrum dickiei là một loài Song tinh tảo trong họ Desmidiaceae, thuộc chi Staurastrum.